# M-Chlorofenylohydrazon cyjanku karbonylu
m-Chlorofenylohydrazon cyjanku karbonylu, CCCP – organiczny związek chemiczny, chemiczny inhibitor fosforylacji oksydacyjnej działający na drodze rozprzęgania przepływu protonów zgodnie z gradientem elektrochemicznym od fosforylacji. Jest to jonofor przenoszący jony przez błonę wewnętrzną mitochondrium. Powoduje stopniową degradację i śmierć komórki. CCCP jest związkiem 100-krotnie aktywniejszym od podobnie działającego 2,4-dinitrofenolu.